# La Nuit de la grande chaleur
Pour plus de détails, voir Fiche technique et Distribution.
La Nuit de la grande chaleur (Night of the Big Heat) est un film de science-fiction britannique réalisé par Terence Fisher, sorti en 1967. Il s'agit de l’adaptation du roman éponyme de John Lymington (en) (1959), mettant en vedette Christopher Lee et Peter Cushing.

## Synopsis
Une invraisemblable vague de chaleur touche en plein hiver l'île britannique de Fara. À l'auberge « Le Cygne », la tension monte en même temps que la température. Le mystérieux client Hanson finira par dévoiler la cause de cet étrange microclimat : des extraterrestres se préparent à envahir la Terre et la chaleur intense leur est indispensable pour survivre…

## Fiche technique
Sauf indication contraire, les informations mentionnées dans cette section peuvent être confirmées par la base de données cinématographiques IMDb,  présente dans la section « Liens externes ».
- Titre original : Night of the Big Heat
- Titre français : La Nuit de la grande chaleur
- Réalisation : Terence Fisher
- Scénario : Ronald C. Liles, d'après le roman éponyme de John Lymington (en) (1959)
- Dialogues : Pip et Jane Baker
- Direction artistique : Alex Vetchinsky
- Costumes : Kathleen Moore
- Photographie : Reginald H. Wyer
- Son : Edward Karnon et Dudley Messenger
- Montage : Rod Nelson-Keys
- Musique : Malcolm Lockyer
- Production : Tom Blakeley ; Ronald Liles (producteur associé)
- Société de production : Planet Film Productions
- Société de distribution : Planet Film Productions
- Pays d'origine :  Royaume-Uni
- Langue originale : anglais
- Format : couleur (Eastmancolor) — 35 mm — 1,66:1 — son Mono
- Genre : science-fiction
- Durée : 94 minutes
- Date de sortie :
  - Royaume-Uni : 26 mai 1967

## Distribution
- Christopher Lee : Godfrey Hanson
- Patrick Allen : Jeff Callum
- Peter Cushing : Dr Vernon Stone
- Jane Merrow : Angela Roberts
- Sarah Lawson (en) : Frankie Callum
- William Lucas : Ken Stanley
- Kenneth Cope : Ezra Mason
- Percy Herbert : Gerald Foster
- Thomas Heathcote : Bob Hayward
- Anna Turner : Stella Hayward
- Jack Bligh : Ben Siddle
- Sydney Bromley : le vieux vagabond
- Barry Halliday : l'opérateur radar

## Analyse
Après The Earth Dies Screaming (1964) et L'Île de la terreur (1966), c'est le troisième récit de science-fiction réalisé par Terence Fisher. L'argument scénaristique emprunte beaucoup à la vague de films américains sur le thème de l'invasion extraterrestre de la décennie 1950.
Le film repose essentiellement sur les dialogues et le jeu des acteurs pour communiquer la tension psychologique au public. Les effets spéciaux, quant à eux, interviennent d'autant plus tard dans le récit qu'ils dénotent une manifeste modestie de moyens.

## Autour du film
- Le distributeur français Empire Distribution profita opportunément de la consonance sexuelle du titre pour sortir le film en salles spécialisées, truffé de scènes pornographiques additionnelles. À l'exception de ses deux vedettes féminines, Sarah Lawson et Jane Merrow, aucun autre nom de la distribution ou de l'équipe technique ne figura à l'affiche.